# Mike Agostini
Mike Agostini, wł. Michael George Raymond Agostini (ur. 23 stycznia 1935 w Port-of-Spain, zm. 12 maja 2016 w Sydney) – trynidadzko-tobagijski lekkoatleta, sprinter, medalista igrzysk panamerykańskich i igrzysk Imperium Brytyjskiego i Wspólnoty Brytyjskiej. Podczas swojej kariery reprezentował również Kanadę i Federację Indii Zachodnich.
Zwyciężył w biegu na 100 jardów oraz odpadł w półfinale biegu na 220 jardów na igrzyskach Imperium Brytyjskiego i Wspólnoty Brytyjskiej w 1954 w Vancouver. Zdobył srebrny medal w biegu na 100 metrów i brązowy w biegu na 200 metrów (ex aequo z José da Conceição z Brazylii) na igrzyskach panamerykańskich w 1955 w Meksyku. Na igrzyskach olimpijskich w 1956 w Melbourne zajął 4. miejsce w biegu na 200 metrów i 6. miejsce w biegu na 100 metrów.
Jako reprezentant Kanady zdobył brązowy medal w biegu na 100 jardów (za Keithem Gardnerem z Jamajki i Tomem Robinsonem z Bahamów), zajął 4. miejsce w sztafecie 4 × 110 jardów, a także odpadł w półfinale biegu na 220 jardów na igrzyskach Imperium Brytyjskiego i Wspólnoty Brytyjskiej w 1958 w Cardiff.
Na igrzyskach panamerykańskich w 1959 w Chicago startował w barwach Federacji Indii Zachodnich. Zdobył srebrny medal w biegu na 100 metrów oraz brązowe medal w biegu na 200 metrów i sztafecie sztafecie 4 × 100 metrów.
W 1958 był mistrzem Kanady w biegu na 100 jardów i wicemistrzem w biegu na 220 jardów.
Rekordy życiowe Agostiniego:
- bieg na 100 jardów – 9,4 s (15 kwietnia 1953, Kingston)
- bieg na 100 metrów – 10,2 s (29 sierpnia 1958, Kolonia)
- bieg na 200 metrów – 20,5 s (17 marca 1956, Bakersfield)

Zmarł 12 maja 2016 w Sydney wskutek raka trzustki.